# Kadugannawa
Kadugannawa (syng. කඩුගන්නාව) – miasto w Sri Lance, w prowincji Środkowa.